# American Airlines

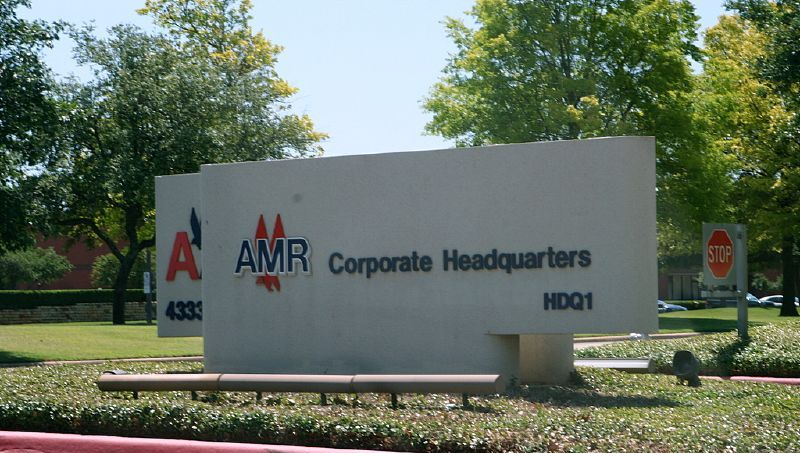
Ingang van het hoofdkantoor van American Airlines

American Airlines, (IATA-code: AA, ICAO-code: AAL, roepletters: American) is een Amerikaanse luchtvaartmaatschappij. Het hoofdkantoor van de maatschappij is in Fort Worth in de staat Texas, vlak bij Dallas-Fort Worth International Airport (DFW). Doug Parker is de voorzitter van de raad van bestuur en CEO.
American Airlines, voor de fusie met US Airways, beschikt thans over een vloot van circa 600 vliegtuigen en vliegt naar 157 bestemmingen in de Verenigde Staten. Buiten de Verenigde Staten vliegt American naar Canada, Zuid-Amerika, het Caraïbisch gebied, West-Europa, Japan en India.
Op 10 december 2013 is American samengegaan met US Airways. De combinatie gaat verder onder de naam American.

## Geschiedenis
De historie van American Airlines gaat terug tot 1929, toen werd "The Aviation Corporation" opgericht om luchtvaartmaatschappijen aan te kopen. In 1930 werden alle dochterondernemingen van The Aviation Corporation opgenomen in American Airways waarvan de naam veranderde in American Airlines in 1934. Op 25 juni 1936 nam American als eerste de Douglas DC-3 in gebruik. Tegen het einde van het decennium was American de grootste Amerikaanse luchtvaartmaatschappij gerekend naar omzet op binnenlandse passagiersvluchten. Op 16 februari 1937 vervoerde zij haar miljoenste passagier. Het kreeg een notering op de beurs van New York in juni 1939.
Tijdens de Tweede Wereldoorlog werd de helft van haar vloot en bemanning overgedragen aan de militaire luchtvaartmaatschappij, Air Transport Command. De rest van de vloot en het personeel bleef binnenlandse vluchten uitvoeren. Direct na de oorlog, van 1945 tot 1950, had American het beheer over American Overseas Airlines (AOA). OAO deed ook een aantal Europese landen aan en dit waren dan ook de eerste Europese diensten van American Airlines. AOA ontstond uit de fusie van de internationale afdeling van American met het bedrijf American Export Airlines. AOA ging op in Pan American World Airways in 1950.
In 1947 werd de eerste Douglas DC-6 in de vloot opgenomen, gevolgd door de Convair 240 in 1948. Tegen 1949 was American de enige Amerikaanse luchtvaartmaatschappij met een volledig naoorlogse vloot passagiersvliegtuigen met drukcabine. Op 25 januari 1959 werd American de eerste die diensten aanbood met straalvliegtuigen van kust naar kust met de Boeing 707. In de jaren zestig en zeventig volgden de Boeing 727 (1964), de Boeing 747 (1966) en in 1968 bestelde zij als eerste de McDonnell Douglas DC-10, die zijn eerste lijnvlucht maakte in augustus 1971.
American startte haar eerste routes in het Caraïbisch gebied door een fusie met Trans Caribbean Airways in 1970. Het breidde deze routes aan het begin van de jaren zeventig uit en nam in 1975 andere Caraïbische routes over van Pan American World Airways. In 1978-1979 werd de luchtvaart gedereguleerd en American lanceerde diensten op nieuwe bestemmingen in de Verenigde Staten en het Caraïbische gebied. In 1982 kwam de eerste Boeing 767 bij de vloot en vervoerde American haar 500 miljoenste passagier.
In mei 1982 keerde American terug naar Europa met diensten tussen Gatwick Airport en Dallas-Fort Worth. Op 19 mei 1982 keurden de aandeelhouders een reorganisatieplan goed en werd AMR Corporation opgericht, die de moedermaatschappij werd van American Airlines. In het najaar van 1984 staakte American haar vrachtservice. De vloot van Boeing 747-vrachtvliegtuigen werd afgestoten en zij gaat verder alleen vracht vervoeren in de laadruimtes van de passagiersvliegtuigen. Hetzelfde jaar werd American Eagle geïntroduceerd, een binnenlands netwerk van regionale luchtvaartmaatschappijen. In 1986 telde American voor het eerst meer dan 50.000 werknemers.
In februari 1942 had American een belang in Sky Chef genomen. Deze vliegtuigcateraar werd in 1986 verkocht aan het management van het bedrijf en het Canadese bedrijf Onex Corporation. American was altijd een vaste klant van Boeing, maar in 1988 kocht het de Airbus A300-600ER om de Caraïbische markt te bedienen vanaf vliegvelden in de Verenigde Staten. In 1989 werd de eerste Boeing 757 bij de vloot gevoegd. In 1991 vervoerde American haar miljardste passagier, breidde haar Europese routenetwerk uit en werden de eerste McDonnell Douglas MD-11 en Fokker 100 toestellen geleverd. Verder werd het AAdvantage-frequentflyerprogramma, 's werelds eerste programma op dit gebied gelanceerd. Op 1 februari 1999 werd de oneworld alliantie opgericht door American en vier andere luchtvaartmaatschappijen.
In april 2001 voltooide American de aankoop van Trans World Airlines. Zij betaalde ongeveer $ 2 miljard en nam alle 20.000 werknemers van TWA over. De aanslagen op 11 september 2001 hadden een desastreus effect op de luchtvaartsector waaraan American zich niet kon onttrekken. Minder tickets werden verkocht, de bedrijfsresultaten verslechterden en veel banen gingen verloren.
Eind 2011 vroeg American een faillissement aan. Onder toezicht van de rechtbank onderhandelde American met schuldeisers, banken, werknemers en aandeelhouders om tot een oplossing te komen. Het bedrijf mocht tijdens de herstructurering wel nog gewoon doorvliegen. Schuldeisers wilden een fusie bewerkstelligen om het bedrijf weer financieel gezond te maken.

### Fusie met US Airways
Op donderdag 14 februari 2013 sloten US Airways en American Airlines een akkoord over een fusie. De nieuwe maatschappij kreeg de naam van de grootste van de twee, American Airlines. Het 'nieuwe' American Airlines had zo'n 1000 toestellen en ongeveer 90.000 werknemers. Daarmee werd zij de grootste luchtvaartmaatschappij ter wereld. De luchtvaartconcerns verwachtten ruim $ 1 miljard aan kosten te kunnen besparen door samen te gaan.
Medio augustus 2013 besloot het Amerikaanse ministerie van Justitie naar de rechter te gaan om de fusie te blokkeren. Volgens justitie zou de fusie tot te weinig concurrentie in bepaalde gebieden leiden, waardoor tickets duurder zullen worden. In september 2013 keurde de rechter van de faillissementsrechtbank in New York het plan goed van American om de faillissementsbescherming te verlaten door met US Airways te fuseren. Een maand later hebben beide luchtvaartmaatschappijen een schikking getroffen met de Amerikaanse mededingingsautoriteiten. In de schikking gaven de twee, onder andere, 52 landingsrechten op de Ronald Reagan Washington National Airport, een reductie van 15%, en ook werden er minder vluchten vanaf LaGuardia in New York uitgevoerd. Op 10 december 2013 is de fusie geëffectueerd en is de handel in het aandeel op de New York Stock Exchange van start gegaan.

### Wijzigingen AAdvantage
Vanaf de introductie van het frequentflyerprogramma van American Airlines werd het aantal miles berekend aan de hand van het aantal gevlogen miles. Daarbovenop werd een percentage bonusmiles ontvangen voor de gevlogen cabine of elitestatus. Op 6 juni 2016 heeft American Airlines aangekondigd per 1 augustus 2016 over te stappen naar het zogenaamde Revenue Based programma. Vanaf dan ontvangen leden miles per gespendeerde dollar.

## Vloot
De vloot van American Airlines bestaat in mei 2019 uit:
| Vliegtuig                  | Aantal in gebruik | Orders | Passagiers | Passagiers | Passagiers | Passagiers | Passagiers | Opmerkingen |
| Vliegtuig                  | Aantal in gebruik | Orders | F          | J          | W          | Y          | Totaal     | Opmerkingen |
| -------------------------- | ----------------- | ------ | ---------- | ---------- | ---------- | ---------- | ---------- | --- |
| Airbus A319-100            | 129               | —      | 12         | —          | —          | 112        | 124        | 93 vliegtuigen krijgen ander interieur                                                                                            |
| Airbus A319-100            | 129               | —      | 8          | —          | 18         | 102        | 128        | 93 vliegtuigen krijgen ander interieur                                                                                            |
| Airbus A320-200            | 48                | —      | 12         | —          | —          | 138        | 150        | |
| Airbus A321-200            | 219               | —      | 16         | —          | —          | 171        | 187        | Vervangen de Boeing 757. Grootste gebruiker van de A321.                                                                          |
| Airbus A321-200            | 219               | —      | 16         | —          | 33         | 132        | 181        | Vervangen de Boeing 757. Grootste gebruiker van de A321.                                                                          |
| Airbus A321-200            | 219               | —      | 10         | 20         | 36         | 36         | 102        | Vervangen de Boeing 757. Grootste gebruiker van de A321.                                                                          |
| Airbus A321neo             | 0                 | 100    | n.n.b      | n.n.b      | n.n.b      | n.n.b      | n.n.b      | Leveringen vanaf 2019 |
| Airbus A330-200            | 15                | —      | —          | 20         | —          | 238        | 258        | |
| Airbus A330-300            | 9                 | —      | —          | 28         | —          | 263        | 291        | |
| Boeing 737-800             | 304               | —      | 16         | —          | 48         | 96         | 160        | Vervangen de MD-80's |
| Boeing 737-800             | 304               | —      | 16         | —          | 60         | 90         | 166        | Vervangen de MD-80's |
| Boeing 737 MAX 8           | 24                | 76     |            | —          | —          | 156        | 172        | Leveringen vanaf 2017 |
| Boeing 757-200             | 34                | —      | 14         | —          | —          | 176        | 190        | Oudste vliegtuigen worden uitgefaseerd. Alle internationaal gebruikte 757's krijgen nieuwe kleuren en een nieuw interieur.        |
| Boeing 757-200             | 34                | —      | —          | 12         | —          | 164        | 176        | Oudste vliegtuigen worden uitgefaseerd. Alle internationaal gebruikte 757's krijgen nieuwe kleuren en een nieuw interieur.        |
| Boeing 757-200             | 34                | —      | 22         | —          | 52         | 108        | 182        | Oudste vliegtuigen worden uitgefaseerd. Alle internationaal gebruikte 757's krijgen nieuwe kleuren en een nieuw interieur.        |
| Boeing 757-200             | 34                | —      | 24         | —          | 52         | 108        | 184        | Oudste vliegtuigen worden uitgefaseerd. Alle internationaal gebruikte 757's krijgen nieuwe kleuren en een nieuw interieur.        |
| Boeing 757-200             | 34                | —      | —          | 16         | 52         | 108        | 176        | Oudste vliegtuigen worden uitgefaseerd. Alle internationaal gebruikte 757's krijgen nieuwe kleuren en een nieuw interieur.        |
| Boeing 767-300ER           | 22                | —      | —          | 30         | —          | 195        | 225        | 25 vliegtuigen krijgen het nieuwe interieur. De overige 767's zonder aanpassingen worden in 2016 uitgefaseerd.                    |
| Boeing 767-300ER           | 22                | —      | —          | 28         | 14         | 163        | 205        | 25 vliegtuigen krijgen het nieuwe interieur. De overige 767's zonder aanpassingen worden in 2016 uitgefaseerd.                    |
| Boeing 777-200ER           | 47                | —      | 16         | 37         | —          | 194        | 247        | Krijgen een nieuw aangepast interieur                                                                                             |
| Boeing 777-200ER           | 47                | —      | —          | 45         | 45         | 170        | 260        | Krijgen een nieuw aangepast interieur                                                                                             |
| Boeing 777-300ER           | 20                | —      | 8          | 52         | 30         | 220        | 310        | Eerste gebruiker van de Boeing 777-300ER in de VS                                                                                 |
| Boeing 787-8               | 20                | 22     | —          | 28         | 48         | 150        | 226        | |
| Boeing 787-9               | 22                | 25     | —          | 30         | 21         | 234        | 285        | Leveringen vanaf eind 2016 |
| Embraer 190                | 20                | —      | 11         | —          | —          | 88         | 99         | |
| McDonnell Douglas MD-82/83 | 28                | —      | 16         | —          | —          | 124        | 140        | Worden uitgefaseerd, eind 2017 is de uitfasering afgerond. Vervangende vliegtuigen: Boeing 737-800, 737 MAX 8, en Airbus A321neo. |
| Totaal                     | 961               | 223    |            |            |            |            |            | |

.

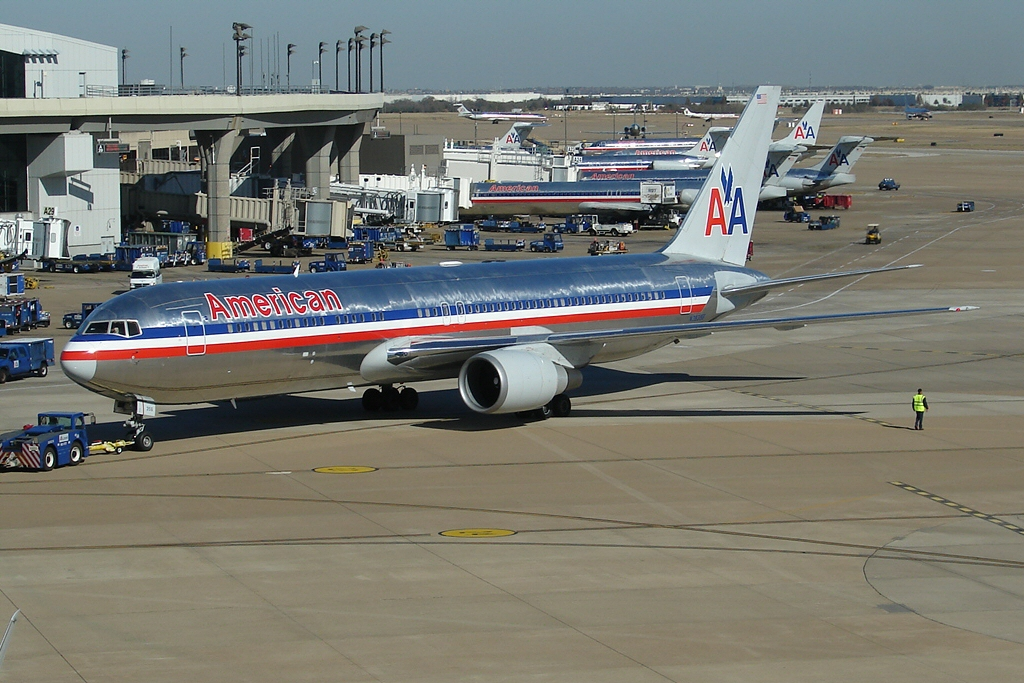
Een Boeing 767-300ER van in de oude stijl op Dallas/Fort Worth International Airport

De maatschappij bestelde een groot aantal Fokker 100-vliegtuigen, waarbij zij eisten dat het vliegtuig 1 dB stiller zou worden, om beter te kunnen vertrekken van de luchthaven van Orange County in Californië. Ook de ongeverfde romp vergde bij Fokker veel investeringen om aan deze maatschappij te kunnen leveren.
American Airlines vloog in augustus 2009 voor het laatst met een Airbus A300. Het was de enige bestaande Amerikaanse onderneming die het Europese toestel voor passagiersvluchten in dienst had. Met UPS en FedEx heeft de VS nog wel twee grote vrachtgebruikers van de A300-600 in huis. De A300, sinds 1988 bij American Airlines actief, werd vooral gebruikt op vluchten naar het Caribisch gebied, omdat het toestel zich goed leende voor middellange vluchten met veel passagiers en veel bagage. In totaal beschikte de maatschappij over 35 exemplaren. Door de economische crisis heeft American versneld afstand van de A300’s gedaan. Het bedrijf wilde de capaciteit flink verkleinen en besloot onder andere om de A300’s van de hand te doen. Eind 2001 crashte een A300 in New York hierbij kwamen 265 mensen om. Dat ongeluk was een van de dodelijkste met een A300 ooit.
Op 17 januari 2013 heeft American zijn nieuwe huisstijl bekendgemaakt, met onder andere een nieuw logo.